# 397
Римська імперія знову розділена на дві частини. У Східній Римській імперії править Аркадій. У Західній — Гонорій. У Китаї правління династії Цзінь. В Індії правління імперії Гуптів. У Японії триває період Ямато. У Персії править династія Сассанідів.
На території лісостепової України Черняхівська культура. У Північному Причорномор'ї готи й сармати. Історики VI століття згадують плем'я антів, що мешкало на території сучасної України приблизно з IV сторіччя. З'явилися гуни, підкорили остготів та аланів й приєднали їх до себе.

## Події
- Стиліхон виганяє готів із Греції та Македонії.
- На Карфагенському соборі проголошено біблійний канон.
- Августин Аврелій розпочав написання «Сповіді», автобіографії, в якій він описав історію свого духовного та інтелектуального розвитку.
- Сульпіцій Север написав першу біографію Мартіна Турського, перше життя святого.

## Померли
- 4 квітня — У Медіолані у віці 64 років помер латинський богослов Амвросій, єпископ Медіоланський (з 374).
- Мартін Турський, святий, засновник капеланства.